# Du sang dans la prairie
Pour plus de détails, voir Fiche technique et Distribution.
Du sang dans la prairie (Hell Bent) est un film muet américain réalisé par John Ford, sorti en 1918.

## Synopsis
Un romancier doit donner plus de réalisme à ses personnages. Il regarde alors un tableau. Celui-ci s'anime et l'action se retrouve transposée dans l'univers du western.

## Fiche technique
- Titre : Du Sang dans la prairie
- Titre original : Hell Bent
- Réalisation : John Ford
- Scénario : John Ford et Harry Carey
- Photographie : Ben F. Reynolds
- Société de production : The Universal Film Manufacturing Company
- Société de distribution : The Universal Film Manufacturing Company
- Pays de production :  États-Unis
- Langue : anglais
- Format : Noir et blanc — 35 mm — 1,37:1 — Film muet
- Genre : Western
- Durée : 50 minutes (5 540 pieds)
- Date de sortie :
  - États-Unis : 6 juillet 1918
- Licence : domaine public

## Distribution
- Harry Carey : Cheyenne Harry
- Duke R. Lee : Cimmaron Bill
- Neva Gerber : Bess Thurston
- Vester Pegg : Jack Thurston
- Joe Harris : Beau Ross
- Molly Malone : rôle indéterminé
- Steve Clemente : rôle indéterminé

## Autour du film
- Certaines scènes du film annoncent les Rapaces d'Erich von Stroheim.